# Guy Mardel
Guy Mardel, nome verdadeiro: Mardochée Elkoubi, (Orão, 30 de junho de 1944-) é um compositor e cantor francês.

## Biografia
Guy Mardel, de nome verdadeiro: Mardochée Elkoubi, nasceu em 30 de junho de 1944 em Orão. Os seus primeiros anos de vida passou-os na Argélia onde ele obtém o primeiro prémio de piano no conservatório de Orão. Foi para França em 1959, como outros Pieds-noirs, ele seguiu um bom percurso escolar que o levou à Faculdade de Direito. Nessa época, já demonstrava interesse pela canção, mas não teve sucesso.
Após de se ter estreado numa orquestra de jazz, Guy Mardel tornou-se famoso em 1965 com a canção "N´avoue jamais". Com este título que ele assina a música e com letra de  Françoise Dorin, ele participou no Festival Eurovisão da Canção  1965 pela França e classificou-se em 3.º lugar, num certame que teve lugar em Nápoles da 20 de março de 1965.
Infelizmente para ele, não conseguiu manter o sucesso, apesar de gravar vários discos. Tentou a sua sorte no estrangeiro: Espanha; Brasil; Japão, etc. De regresso a França,divide o seu tempo entre a produção e a gravação de vários singles.  Em 1977, criou a editora/Gravadora  MM Records, distribuída pela Phonogram.
Mardel casou em 1966 e vive atualmente em  Jerusalém.

## Discografia

### Discos de 45 rotações
- C'est mon bilan d'amour (1963)
- Si tu n'y crois pas - Je t'ai crue trop vite (1964)
- N'avoue jamais - Songe songe (1965)
- Je voudrais l'oublier - Entre les deux (1965)
- Monsieur Plum / Toi et moi (1966)
- C'est une larme / Quand on est jeune (1967)
- Qui n'aime pas les filles / Kitty (1968)
- C'est la Primavera / Le temps d'aimer (1973)
- Un arc et des flèches / On ne met pas l’amour dans sa valise (1974)
- Ma femme / De quoi demain sera-t-il fait ? (1977)
- Gueule d'ange / Paradiso (1979)
- Brésillienne / Paradiso (1985)
- Entre nous / Prends le temps (1986)

### Álbuns (discos de 33 rotações)
- N´avoue jamais (1965)
- Guy Mardel (1967)